# Igreja Católica no Iêmen

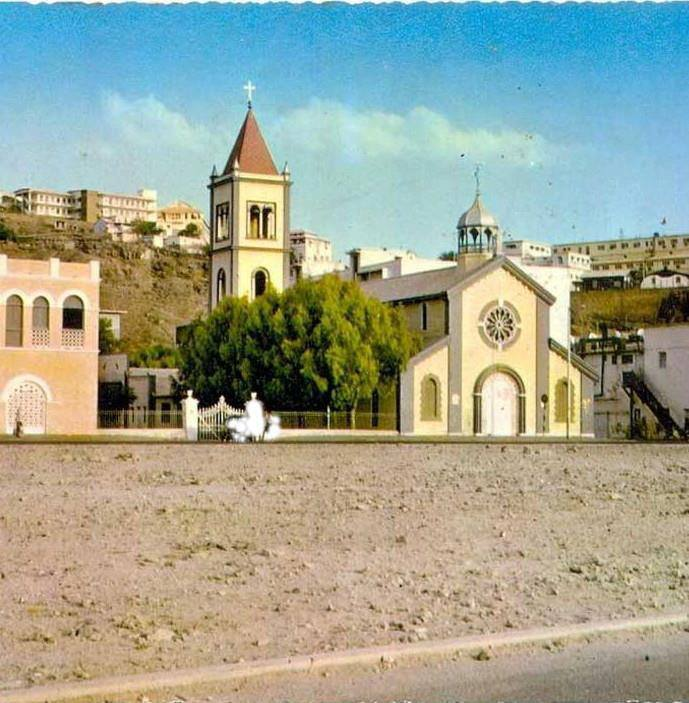
Igreja de São Francisco de Assis na frente do porto de Adem na década de 1960

A Igreja Católica no Iêmen faz parte da Igreja Católica mundial, sob a liderança espiritual do Papa em Roma. Há três mil católicos e quatro paróquias no país, que faz parte do Vicariato Apostólico da Arábia do Sul, que também inclui vários outros países da Península Arábica. A maioria dos católicos são trabalhadores estrangeiros temporários que vivem no país com suas famílias.

## Perseguição
Três freiras que eram membros das Missionárias da Caridade foram mortas em 1998. No mesmo ano, o Iêmen e o Vaticano estabeleceram relações diplomáticas. Em 4 de março de 2016, terroristas de filiação incerta atacaram um lar católico para idosos em Adem, matando dezesseis pessoas, incluindo quatro irmãs missionárias das Missionárias da Caridade e alguns trabalhadores muçulmanos locais.

## Igrejas
Existem quatro paróquias católicas no Iêmen:
- Igreja Sagrado Coração de Jesus, Hodeidah
- Igreja de São Francisco de Assis, Adem
- Igreja de Santa Maria Auxiliadora, Sana'a
- Igreja de Santa Teresa do Menino Jesus, Taiz